# 麥卡杜鎮區 (堪薩斯州巴伯縣)
麥卡杜鎮區（英語：McAdoo Township）為位在美國堪薩斯州巴伯縣的鎮區。2010年美国人口普查中該鎮區人口有27人。

## 歷史
麥卡杜鎮區為以最早居住於此的麥卡杜家族命名。

## 地理
麥卡杜鎮區涵蓋面積93.17平方（35.97平方英里），境內無城鎮設立。

### 溪流
通過此鎮區的溪流有：
- 南埃爾姆溪東支流（East Branch South Elm Creek）
- 南埃爾姆溪西支流（West Branch South Elm Creek）

## 人口統計
根據2010年美國人口普查，麥卡杜鎮區人口有27人，人口密度為0.29人/平方公里。種族方面，100%為白人；0%為非裔美洲人；0%為美洲原住民；0%為亞洲人；0%為太平洋島民；0%為其他種族；另外有0%為兩個或以上的種族。而西班牙裔美國人或拉丁美洲人佔該鎮區人口的3.7%。

## 外部連結
- USGS Geographic Names Information System (GNIS)（页面存档备份，存于）
- US-Counties.com
- City-Data.com（页面存档备份，存于）